# Kotoko FC
El Kotoko FC es un equipo de fútbol amateur de Togo que milita en el Campeonato nacional de Togo, la liga de fútbol más importante del país.

## Historia
Fue fundado en la ciudad de Laviè y es el club de fútbol más importante de la ciudad, aunque no han tenido grandes logros en su historia.
Su principal mérito ha sido ganar el título de la Segunda División de Togo en la temporada 2014, con lo que se ganaron el derecho de jugar en el Campeonato nacional de Togo por primera vez desde la temporada 2010.

## Palmarés
- Segunda División de Togo: 1

2014